# Hemieuxoa molitrix
Hemieuxoa molitrix är en fjärilsart som beskrevs av Max Wilhelm Karl Draudt 1924. Hemieuxoa molitrix ingår i släktet Hemieuxoa och familjen nattflyn. Inga underarter finns listade i Catalogue of Life.